# Вилы

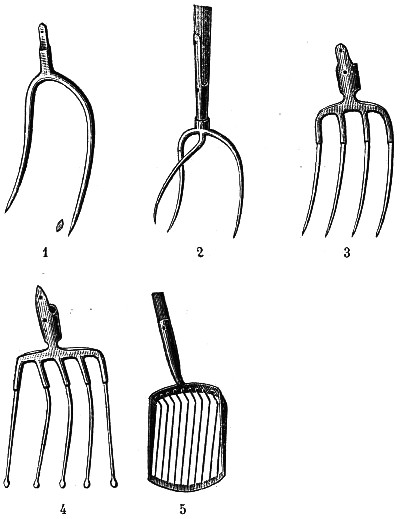
Рожки (рожны) или зубья стальных вил.
1 и 2 — сенных.
3 — навозных.
4 и 5 — корнеплодных.

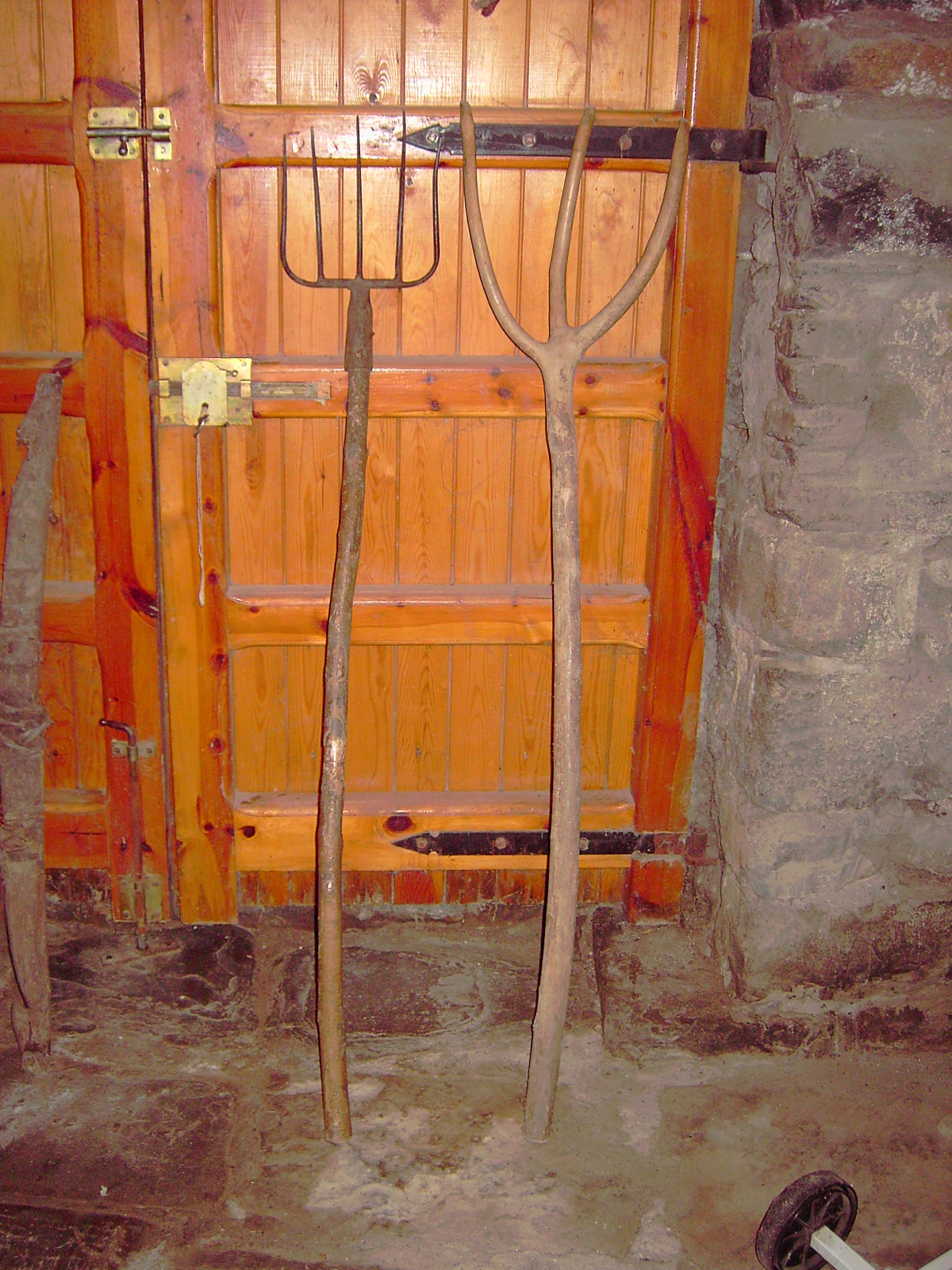
Вилы стальные и деревянные.

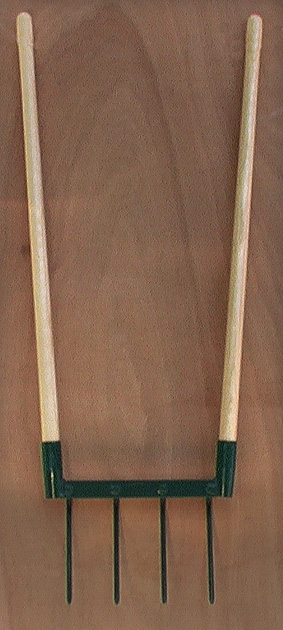
Широкие вилы или U-образные или грелинетта

Ви́лы (ед.ч. Ви́ла, что от праслав. vidla «развилка», производное от *viti «вить, навивать сено на стог») — сельскохозяйственный переносной ручной инструмент, используемый крестьянами в сельском хозяйстве для погрузки и выгрузки сена и других продуктов сельского хозяйства, а также создания проколов в почве для её аэрирования или перекопки земли.

## Устройство и применение вил

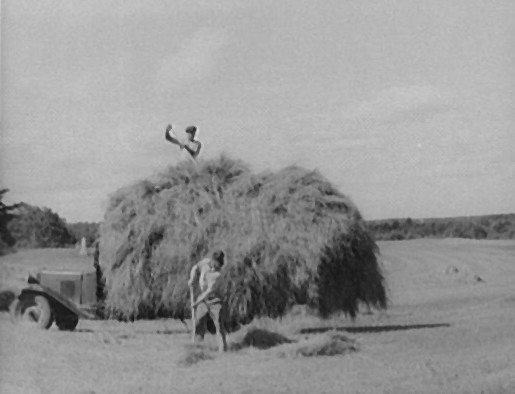
Погрузка сена вилами

Устройство вил следующее: на черенке — деревянном стержне округлого сечения диаметром около 3—5 см и длиной около 1,5 метров — укреплено стальное приспособление, представляющее собой несколько (3—7) слегка изогнутых рожнов (рожков) или зубьев, конструктивно связанных поперечиной в одно целое. Черенок имеет небольшой изгиб в сторону обратную, чем зубья, таким образом, чтобы при горизонтальном положении центр тяжести был слегка смещён вниз. Это необходимо для того, чтобы при переносе груза не приходилось прилагать дополнительные усилия для избежания переворачивания вил в руках. Также для стогования сена или погрузки на сеновал, грузовик применяются вилы с удлинённым черенком — до 2,5 метров. Лёгкие цельнодеревянные вилы для сена (рожнецы) с двумя или тремя зубьями изготавливаются из ветки дерева с развилкой.
Конструкция вил предусматривает накалывание и перемещение какой-либо рыхлой растительной массы (сено, листья и другое), и таким образом главное действие вил колющее. Вилы применяются для:
- погрузки-выгрузки сена, навоза, соломы, ботвы и тому подобное;
- рыхления сена при просушивании;
- аэрирования (прокола) почвы с целью снабжения корней кислородом.

Разновидность вил с шариками на концах зубьев (тупые вилы) используется для выкапывания и погрузки картофеля и других корнеплодов, а также для погрузки угля. У таких вил обычно больше зубьев, до 10—12. Небольшие, двурогие, тупые вилы, для перебоя снопов на току́ при молотьбе — Вя́нки. Железные навозные вилы — Рожны́.
Вилы-лопата имеют четыре плоских зуба шириной около 2 см, применяются для перекопки тяжёлых почв.
Широкие вилы или U-образные вилы или грелинетта - это вилы с двумя черенками с 3-8  зубьями длиной 20-46 см для глубокого рыхления почвы или перекопки(например, при двойной перекопке), также большая ширина таких вил позволяет увеличить скорость рыхления-копания. Две ручки позволяют вставать двумя ногами на такие вилы, чтобы проникнуть в почву на всю длину зубьев. Выворачивание  глубокого или широкого пласта земли за один обычный черенок привело бы его к поломке, а два черенка позволяет прилагать большее усилие на вилы. Всякие "чудо-лопаты" в интернет-магазинах - это обычные широкие вилы с двумя или реже одним черенком, иногда с дополнительными рычагами, для облегчения выворачивания пласта или лучшего рыхления.

## Вилы в мифологии и символике
В христианской мифологии вилы изображаются инструментом чертей в аду, используемым при мучении грешников. Трезубые вилы — один из атрибутов Дьявола. Подобные легенды пошли от античных изображений бога морей Посейдона (Нептуна), держащего в руке рыбацкий трезубец. В средневековой Европе сохранившиеся изображения этого и некоторых других древних богов (Пана, Силена, Гефеста и других) воспринимались как портреты чертей или Сатаны, а трезубец — как вилы.
Эмблемой журнала «Крокодил» был рисунок красного крокодила с вилами; одна из рубрик журнала называлась «Вилы в бок!».
На известной картине «Американская готика» вилы являются центром композиции и символизируют угрозу.
Традиционно вилы, ввиду их «нечистой» работы (ими укладывали в том числе и навоз), запрещены к вносу в дом (только в сарай) и даже мытью — если очень уж загрязнятся, их для очистки можно оставить на улице, под дождем.

## Фразеологизмы
- Вилы (разговорное) — безвыходное положение, конец. К примеру, говорят «Ну всё — вилы!».
- Вилами по воде писано — о чём-либо сомнительном, неопределённом, ещё не ясном, маловероятном.
- На француза и вилы ружьё